# بياتريس أراوغو
بياتريس أراوغو (بالإسبانية: Beatriz Araújo)‏ هي لاعب كرة مضرب أرجنتينية، ولدت في 4 يوليو 1955.

## وصلات خارجية
- بياتريس أراوغو على موقع رابطة محترفات التنس (الإنجليزية)
- بياتريس أراوغو على موقع الاتحاد الدولي لكرة المضرب (الإنجليزية)
- بياتريس أراوغو على موقع كأس بيلي جين كينغ (الإنجليزية)
- بياتريس أراوغو على موقع خلاصة التنس.كوم (الإنجليزية)